# NordVPN
NordVPN er en VPN-tjeneste, der leveres af firmaet Nordsec Ltd med applikationer til Microsoft Windows, macOS, Linux, Android, iOS og Android TV. Det er muligt at foretage manuel konfiguration af trådløse routere, NAS-enheder og andre platforme.
NordVPN er udviklet af Nord Security (Nordsec Ltd), en virksomhed, der skaber cybersikkerhedssoftware, og som oprindeligt blev støttet af den litauiske startup-accelerator og virksomhedsinkubator Tesonet. NordVPN drives under Panamas jurisdiktion, eftersom landet ikke har nogen obligatoriske love om opbevaring af data og ikke deltager i Five Eyes- eller Fourteen Eyes-alliancerne om deling af oplysninger. Virksomhedens kontorer er beliggende i Litauen, Storbritannien, Panama og Holland. NordVPN har kun lanceret deres Linux-klient under vilkårne i GPLv3.

## Historik
NordVPN blev etableret i 2012 af en gruppe barndomsvenner, herunder Tomas Okmanas. Sidst i maj 2016 præsenterede de en Android-app, efterfulgt af en iOS-app i juni samme år. I oktober 2017 lancerede de en browserudvidelse til Google Chrome. I juni 2018 lancerede tjenesten en applikation til Android TV. I juni 2021 havde NordVPN 7.300 servere i 118 lande.
I marts 2019 blev det meddelt, at NordVPN havde modtaget et direktiv fra de russiske myndigheder om at deltage i et statsstøttet register over forbudte hjemmesider, hvilket ville forhindre russiske NordVPN-brugere i at omgå den statslige censur. NordVPN fik angiveligt en måned til at efterkomme direktivet, ellers ville de russiske myndigheder blokere tjenesten. Udbyderen afviste at efterkomme anmodningen og lukkede sine russiske servere ned den 1. april. Som følge heraf driver NordVPN stadig sine forretningsaktiviteter i Rusland, men de russiske brugere har ikke adgang til lokale servere.
I september 2019 lancerede NordVPN NordVPN Teams, en VPN-løsning, der henvender sig til små og mellemstore virksomheder, eksterne teams og freelancere, som har brug for sikker adgang til arbejdsressourcer. To år senere skiftede NordVPN Teams navn til NordLayer og skiftede til SASE-forretningsløsninger. Pressekilderne fremhævede stigningen i markedet for SASE-teknologi som en af nøglefaktorerne i rebrandingen.
Den 29. oktober 2019 bekendtgjorde NordVPN, at der ville komme yderligere audits, og virksomheden lancerede ligeledes et offentligt bug-bounty-program. Bug-bounty-programmet blev lanceret i december 2019 og tilbyder forskere monetære belønninger for at indberette kritiske fejl i tjenesten.
I december 2019 blev NordVPN et af de fem stiftende medlemmer af det nystiftede "VPN Trust Initiative", der lovede at fremme onlinesikkerhed samt mere selvregulering og gennemsigtighed i branchen. I 2020 bekendtgjorde initiativet 5 central fokusområder: sikkerhed, privatliv, fremgangsmåder for annoncering, offentliggørelse og gennemsigtighed samt socialt ansvar.
I august 2020 bekendtgjorde Troy Hunt, en australsk ekspert i websikkerhed og grundlægger af Have I Been Pwned?, at han havde indgået et partnerskab med NordVPN som strategisk rådgiver. Hunt beskrev på sin blog denne rolle som "at arbejde sammen med NordVPN om deres værktøjer og budskaber med henblik på at hjælpe dem med at gøre et godt produkt endnu bedre."
I 2022 lukkede NordVPN ned for sine fysiske servere i Indien som følge af CERT-Ins påbud om, at VPN-virksomheder skal opbevare forbrugernes personlige data i en periode på fem år.
I april 2022 rejste NordVPN's moderselskab Nord Security 100 millioner dollars via en finansieringsrunde, der blev ledet af Novator. Virksomhedens værdiansættelse nåede dermed op på 1,6 milliarder USD.

## Teknologi
NordVPN dirigerer alle brugeres internettrafik gennem en ekstern server, der drives af tjenesten, og skjuler derved deres IP-adresse og krypterer alle ind- og udgående data. I sine egne applikationer har NordVPN brugt OpenVPN- og Internet Key Exchange v2/IPsec-teknologier til kryptering. I 2019 lancerede NordVPN desuden sin egenudviklede NordLynx-teknologi. NordLynx er et VPN-værktøj baseret på WireGuard-protokollen, som stræber efter bedre performance end IPsec- og OpenVPN-tunnelprotokollerne. Ifølge tests udført af Wired UK giver NordLynx "hastighedsforøgelser på hundredvis af MB/s under visse forhold."
I april 2020 bekendtgjorde NordVPN, at de gradvist ville udrulle den WireGuard-baserede NordLynx-protokol på alle deres platforme. Forud for den mere omfattende implementering blev der gennemført i alt 256.886 tests, som omfattede 47 virtuelle maskiner hos ni forskellige udbydere, der fordelte sig på 19 byer og otte lande. Testene viste højere gennemsnitlige download- og uploadhastigheder end både OpenVPN og IKEv2.
På et tidspunkt brugte NordVPN også L2TP/IPSec- og PPTP-forbindelser (Point-to-Point Tunneling Protocol) til routere, men disse blev senere fjernet, eftersom de i vid udstrækning var forældede og usikre.
NordVPN har applikationer til stationære computere til Windows, macOS og Linux samt mobilapps til Android og iOS og en app til Android TV. Abonnenter får også adgang til krypterede proxyudvidelser til Chrome- og Firefox-browsere. Abonnenter kan forbinde op til seks enheder samtidigt.
I november 2018 erklærede NordVPN, at deres politik om ikke at føre logfiler var blevet bekræftet via en audit af PricewaterhouseCoopers AG.
I 2020 foretog PricewaterhouseCoopers AG endnu en sikkerhedsaudit af NordVPN. Testen var målrettet NordVPN's standard VPN, Double VPN, slørede (XOR) VPN, P2P-servere og produktets overordnede infrastruktur. Auditten bekræftede, at virksomhedens privatlivspolitik blev overholdt, og at politikken om ikke at føre logfiler igen blev overholdt.
Sikkerhedsforskningsgruppen VerSprite foretog i 2021 en sikkerhedsaudit af NordVPN's applikationer. VerSprite udførte penetrationstest og fandt ifølge virksomheden ingen kritiske huller i sikkerheden. Under auditten blev der fundet én fejl og nogle få mangler, som siden er blevet rettet.
NordVPN begyndte i oktober 2020 at udrulle sine første samlokaliserede servere i Finland for at sikre sin fysiske hardware. De RAM-baserede servere ejes og drives fuldt ud af NordVPN for at bevare den fuldstændige styring.
I december 2020 startede NordVPN en udrulning af 10 Gbit/s-servere i hele netværket og opgraderede dermed fra den tidligere 1 Gbit/s-standard. Virksomhedens servere i Amsterdam og Tokyo var de første til at understøtte 10 Gbit/s, og den 21. december 2020 var over 20 % af virksomhedens netværk blevet opgraderet.
I januar 2022 lancerede NordVPN et open source værktøj til test af VPN-hastighed, som kan downloades fra GitHub.

### Yderligere funktioner
Ud over VPN-servere til almindelig brug tilbyder udbyderen servere til bestemte formål, herunder P2P-deling, dobbeltkryptering og forbindelse til anonymitetsnetværket Tor. NordVPN tilbyder tre abonnementsaftaler: månedlige, årlige og toårige.
NordVPN udvikler også CyberSec til Windows-, macOS- og Linux-platforme, en sikkerhedsfunktion, der fungerer som en reklameblokker samt automatisk blokerer hjemmesider, der er kendt for at hoste malware.
I november 2020 lancerede NordVPN en funktion, der scanner det mørke internet for at fastslå, om en brugers personlige adgangsoplysninger er blevet afsløret. Når Dark Web Monitor-funktionen finder lækkede adgangsoplysninger, sender den en advarsel i realtid og beder brugeren om at ændre de berørte adgangskoder.
I februar 2022 lancerede NordVPN en antivirusfunktion, der er tilgængelig som en del af den gængse VPN-licens. Den tilvalgte Threat Protection-funktion blokerer webtrackere, advarer brugere om skadelige hjemmesider og blokerer downloadede filer, der indeholder malware. Funktionen er fra marts 2022 tilgængelig i Windows- og macOS-apps og fungerer uden at forbinde til en VPN-server.
I juni 2022 lancerede NordVPN Meshnet-funktionen, der giver brugere mulighed for at oprette deres eget private netværk ved at forbinde op til 60 enheder. Nogle af de promoverede brugsscenarier omfatter fildeling mellem forskellige enheder, multiplayergaming og virtual routing.

## Forskning
I 2021 gennemførte NordVPN en undersøgelse af cybersikkerhedskompetencer, hvor 48.063 respondenter fra 192 lande blev spurgt om deres digitale vaner og vurderede deres viden på en skala fra 1 til 100. Tyskland var øverst på listen, efterfulgt af Holland og Schweiz. Den samlede globale score var 65,2/100.
I juli 2021 offentliggjorde NordVPN en rapport, der beskrev udbredelsen af smartenheder og forbrugernes holdning til deres sikkerhed. Undersøgelsen blandt 7.000 personer afslørede, at selvom 95 % af befolkningen i Storbritannien havde en eller anden form for IoT-enhed i deres husstand, tog næsten en femtedel ingen forholdsregler for at beskytte dem. De samme svar forekom også hos respondenter fra andre lande. Samme år offentliggjorde NordVPN en rapport om deling af enheder på arbejdspladsen. Undersøgelsen viste, at ledere er fem gange mere tilbøjelige til at dele deres arbejdsenheder end deres medarbejdere.
NordVPN gennemførte også en undersøgelse af den tid, folk bruger på nettet. I en spørgeundersøgelse blandt 2.000 voksne i Storbritannien konstaterede NordVPN, at briterne i gennemsnit bruger 59 timer om ugen på nettet, hvilket svarer til 22 år af deres liv.
I 2023 stod NordVPN bag en undersøgelse, der analyserede seks millioner stjålne betalingskortoplysninger, som blev solgt ulovligt på markedspladser på det mørke internet. Mere end halvdelen af de kompromitterede kort var udstedt i USA, efterfulgt af Indien og Storbritannien. To tredjedele af de stjålne kort var knyttet til personoplysninger såsom adresser, telefonnumre og e-mailadresser, hvilket gjorde ofrene sårbare over for identitetstyveri.

## Social ansvarlighed
NordVPN har støttet forskellige sociale formål, herunder forebyggelse af cyberkriminalitet, uddannelse, internetfrihed og digitale rettigheder. NordVPN tilbyder VPN-tjenester i nødstilfælde til aktivister og journalister i regimer, der censurerer internetfrihed. I 2020 oplyste NordVPN, at de havde doneret mere end 470 VPN-nødkonti til borgere og NGO'er fra Hongkong og givet yderligere 1.150 VPN-licenser til forskellige organisationer.
I 2020 støttede NordVPN Internet Freedom Festival, et projekt, der fremmer digitale menneskerettigheder og internetfrihed. NordVPN sponsorerer også Cybercrime Support Network, en nonprofitorganisation, der hjælper personer og virksomheder, der er berørt af cyberkriminalitet. NordVPN's moderselskab Nord Security tilbød som konsekvens af COVID-19-pandemien gratis onlinesikkerhedsværktøjer (NordVPN, NordPass og NordLocker) til berørte nonprofitorganisationer, kreatører af indhold og undervisere.
I 2021 foreslog NordVPN den internationale VPN-dag, en dag, der skal gøre opmærksom på folks ret til digitalt privatliv samt digital sikkerhed og frihed. Den foreslås at blive afholdt hvert år den 19 august. Dens primære mål er at øge bevidstheden om de bedste fremgangsmåder inden for cybersikkerhed og oplyse internetbrugere om vigtigheden af privatlivsværktøjer på nettet og cybersikkerhed i almindelighed.

## Modtagelse
I en positiv anmeldelse, der blev offentliggjort af Tom's Guide i oktober 2019, konkluderede anmelderen, at "NordVPN er prisvenlig og tilbyder alle de funktioner, som selv de mest inkarnerede VPN-eksperter vil finde passende". Anmelderen bemærkede også, at virksomhedens servicevilkår ikke nævner noget land, hvor den har jurisdiktion, og skrev, at virksomheden kunne være mere åben om sit ejerskab.
I PC Magazines anmeldelse fra februar 2019 blev NordVPN rost for sine effektive sikkerhedsfunktioner og et "enormt netværk af servere" – dog blev prisen betegnet som høj. I en senere anmeldelse fra samme magasin blev NordVPN igen rost for ekstra funktioner, der sjældent findes i andre VPN'er, dets WireGuard-protokol, store udvalg af servere og effektive fremgangsmåder inden for sikkerhed. På trods af at NordVPN vandt Editor's Choice-prisen, blev det stadig betegnet som dyrt.
I CNET's anmeldelse fra september 2021 blev NordVPN's SmartPlay-funktion, slørede servere og tiltag inden for sikkerhed positivt bemærket. Selvom CNET roste NordVPN's brugervenlige grænseflade, bemærkede de, at kortdesignet kunne forbedres.
TechRadar anbefalede NordVPN på grund af dets sikkerhed og de seneste forbedringer. De bemærkede ligeledes, at NordVPN fungerede godt i lande med internetcensur, herunder den store firewall i Kina.
I 2021 fremgik det af en positiv anmeldelse fra Wired, at prisen på NordVPN er blevet mere overkommelig, og konkluderede, at "NordVPN er den hurtigste VPN-udbyder af alle slags lige nu." Der stod dog også i artiklen, at der stadig findes billigere VPN-løsninger på markedet.

### Priser
I 2019 vandt NordVPN kategorien "Bedst samlet set" i ProPrivacy.com VPN Awards.
I 2020 vandt NordVPN det tyske CHIP-magasins kategori "VPN-tjenesternes bedste sikkerhed".
I september 2021 vandt NordVPN CNET's pris for "Bedste VPN hvad angår pålidelighed og sikkerhed" i den årlige prisuddeling for "Bedste VPN-tjeneste".
I 2022 blev NordVPN optaget på CNET's liste over de bedste VPN'er samlet set.